# Santiago Nsobeya Efuman
Santiago Nsobeya Efuman (ur. 1949, zm. 8 lipca 2020) – polityk i dyplomata z Gwinei Równikowej.
Kształcił się w zakresie tłumaczenia w Kairze. Po powrocie do kraju został zatrudniony w sekcji protokolarnej ministerstwa spraw zagranicznych, dochodząc ostatecznie do stanowiska jej szefa. Lojalny wobec prezydenta Macíasa Nguemy, był komisarzem odpowiedzialnym za edukację polityczną i funkcjonariuszem służb bezpieczeństwa reżimu. Podczas zamachu stanu z sierpnia 1979 pozostał wierny Macíasowi Nguemie. Po przejęciu władzy przez Nguemę Mbasogo postawiony przez sądem i skazany na sześć lat więzienia, ostatecznie został ułaskawiony po niespełna roku. W 1981 ponownie włączony do struktur aparatu władzy, pracował w delegaturach rządu, kolejno w Aconibe, Evinayong i Malabo. 
Przeszedł następnie do pracy w dyplomacji, był chargé d’affaires, następnie zaś ambasadorem w Hiszpanii (do 1999). W 1999 mianowany ministrem spraw zagranicznych, odpowiadał za wynegocjowanie porozumienia o granicach morskich z Nigerią powiązanego z odwiertami ropy naftowej. 
W kwietniu 2007 mianowany ministrem informacji, turystyki i kultury. W  czerwcu 2013 objął stanowisko drugiego przewodniczącego Izby Deputowanych, w styczniu 2014 natomiast został jednym z 24 doradców sekretarza generalnego rządzącej Partii Demokratycznej. Od marca 2014 do śmierci był pierwszym wiceprzewodniczącym Izby Deputowanych. Jednocześnie, od lipca 2015 przewodniczył parlamentowi Wspólnoty Gospodarczej Państw Afryki Środkowej (CEMAC).
Zaangażowany również w działalność biznesową, był dyrektorem generalnym gwinejskiej linii lotniczej CEIBA Intercontinental. 
Zmarł w Malabo. Po jego zgonie gwinejski rząd ogłosił trzydniową żałobę narodową.